# Pseudorthodes velata
Pseudorthodes velata är en fjärilsart som beskrevs av Walker 1860. Pseudorthodes velata ingår i släktet Pseudorthodes och familjen nattflyn. Inga underarter finns listade.